# Norte global

En azul, aquellos países que podrían ser considerados Norte Global.

Norte global y Sur global son términos que denotan un método de agrupar países en función de sus características definitorias con respecto a la socioeconomía y la política. Según la Conferencia de las Naciones Unidas sobre Comercio y Desarrollo (UNCTAD), el Sur global comprende en términos generales África, América Latina y el Caribe, Asia (excluidos Israel, Japón y Corea del Sur) y Oceanía (excluidos Australia y Nueva Zelanda). La mayoría de los países del Sur Global son comúnmente identificados como deficientes en su nivel de vida, lo que incluye ingresos más bajos, altos niveles de pobreza, altas tasas de crecimiento demográfico, viviendas inadecuadas, oportunidades educativas limitadas y sistemas de salud deficientes. entre otras cuestiones. Además, las ciudades de estos países se caracterizan por su pobre infraestructura. Frente al Sur Global está el Norte Global, que la UNCTAD describe como comprendiendo ampliamente América del Norte y Europa, Israel, Japón, Corea del Sur, Australia y Nueva Zelanda. Como tal, los dos términos no se refieren al hemisferio norte o al hemisferio sur, ya que muchos de los países del Sur global están ubicados geográficamente en el primero y, de manera similar, varios países del Norte Global están ubicados geográficamente en este último.